# Lufu (localité du territoire de Songololo)
Pour les articles homonymes, voir Lufu.
Lufu est une localité du territoire de Songololo dans le district des Cataractes au Bas-Congo, elle est située dans le secteur de Luima sur la rive gauche de la rivière Lufu.